# Clotilde García del Castillo (pintura)
Clotilde García del Castillo és un quadre realitzat el 1890 pel pintor valencià Joaquim Sorolla i Bastida.
Es tracta d'un retrat que va formar part del llegat fundacional del Museu Sorolla. En ell veiem a Clotilde García del Castillo, esposa del pintor, asseguda en una cadira de costelles, vestida de negre amb guants bruns. El cabell es recull a la part alta del cap, adornat amb una flor groga. La seva mà dreta va a la galta mentre que la mà esquerra reposa sobre el recolzabraços.